# Stanton (Kentucky)
Stanton is een plaats (city) in de Amerikaanse staat Kentucky, en valt bestuurlijk gezien onder Powell County.

## Demografie
Bij de volkstelling in 2000 werd het aantal inwoners vastgesteld op 3029.
In 2006 is het aantal inwoners door het United States Census Bureau geschat op 3139, een stijging van 110 (3,6%).

## Geografie
Volgens het United States Census Bureau beslaat de plaats een oppervlakte van
5,1 km², geheel bestaande uit land. Stanton ligt op ongeveer 208 m boven zeeniveau.

## Plaatsen in de nabije omgeving
De onderstaande figuur toont nabijgelegen plaatsen in een straal van 20 km rond Stanton.